# Violació de Bèlgica

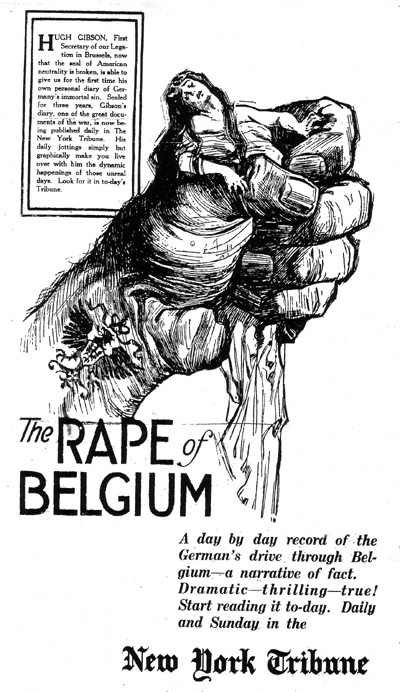
Dibuix de The Rape of Belgium (La Violació de Bèlgica), mostrant un puny gegant pelut amb l'àguila de Prússia agafant a una donzella amb túniques.
La informació en el text, extractes de publicitat del diari d'un funcionari del govern publicats en un diari de Nova York tres anys després dels esdeveniments, va ser publicat en els Estats Units al voltant de 1917

La Violació de Bèlgica és el terme històric habitual pel que fa al tractament dels civils durant la invasió alemanya i l'ocupació de Bèlgica durant la Primera Guerra Mundial. El terme inicialment tenia un ús de propaganda, però la historiografia recent confirma la seva realitat. L'escriptor Larry Zuckerman utilitza una forma més concreta per a descriure una sèrie de crims de guerra alemanys en els primers mesos de la Guerra (entre el 4 d'agost i setembre de 1914).
La neutralitat de Bèlgica havia estat garantida pel Tractat de Londres (1839), que havia estat signat per Prússia. No obstant això, el Pla Schlieffen alemany requeria que les forces armades alemanyes violessin la neutralitat de Bèlgica per tal de desbordar a l'exèrcit francès, que es va concentrar a l'est de França. El canceller alemany Theobald von Bethmann-Hollweg va rebutjar el tractat de 1839 com un «tros de paper».
Al llarg de l'inici de la guerra, l'exèrcit alemany va participar en nombroses atrocitats contra la població civil de Bèlgica i la destrucció de béns civils; només al 1914, 6.000 belgues van ser assassinats, i 25.000 llars i altres edificis de 837 comunitats van ser destruïdes. Un milió i mig de belgues (el 20% de la població total) van fugir de l'exèrcit invasor alemany. Al llarg de tota la guerra, els alemanys van matar a 27.300 civils belgues directament i a més de 62.000 a través de la privació d'aliment i refugi (sense comptar les morts per l'epidèmia de la grip espanyola).

## Els crims de guerra
En alguns llocs, particularment a Lieja, Andenne i Lovaina, però principalment a Dinant, hi ha evidència que la violència contra la població civil va ser premeditada. No obstant això, a Dinant, l'exèrcit alemany creia que la població belga era tan perillosa com els mateixos soldats francesos. Les tropes alemanyes, amb por de les guerrillers belgues o dels franc-tireurs (franctiradors), van cremar cases i van executar civils en tot l'est i centre de Bèlgica, incloent Aarschot (156 morts), Andenne (211 morts), Tamines (383 morts), i Dinant (674 morts). Entre les víctimes hi havia dones i nens.

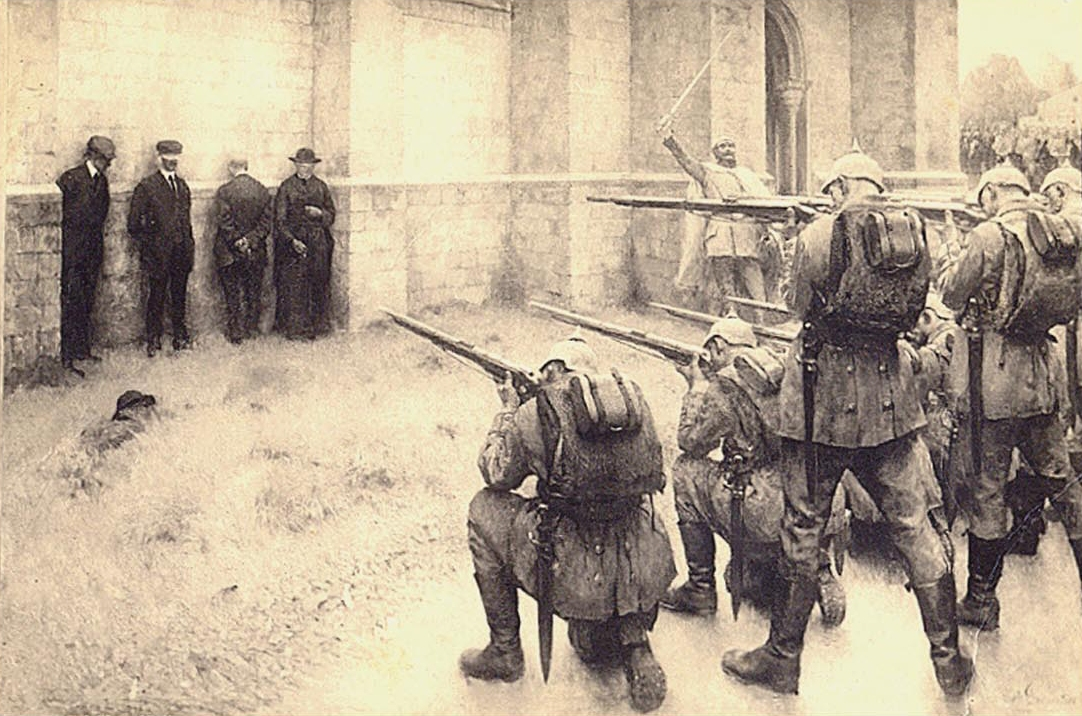
Representació de l'execució dels civils en Blegny, per Évariste Carpentier

El 25 d'agost de 1914, l'exèrcit alemany va assolar la ciutat de Lovaina; va cremar de forma deliberada la biblioteca de la universitat (amb 300.000 llibres i manuscrits medievals amb gasolina), va matar a 248 residents, i expulsar a 10.000 habitants de la població. No obstant això, contràriament al que molts creuen i escriure, no van ser els llibres de l'antiga Universitat de Lovaina els que van desaparèixer en el fum; de fet, en 1797, els manuscrits i obres més valuoses d'aquesta universitat van ser transportats a la Biblioteca Nacional de París i gran part de l'antiga biblioteca es va transferir a l'Escola Central de Brussel·les, la successora oficial i legal de l'antiga Universitat de Lovaina. La biblioteca de l'Escola Central de Brussel·les tenia al voltant de 80.000 volums, que després van enriquir la biblioteca de Brussel·les, i després a la futura Biblioteca Reial de Bèlgica, on encara hi són.
Van ser incendiades les cases civils, on sovint hi havien ciutadans presoners. Només en 1914, més de 2.000 edificis van ser destruïts i gran quantitat de material estratègic, aliments i equip industrial modern van ser saquejats i es van transferir a Alemanya. Aquestes accions van portar la condemna mundial. També hi va haver diversos incidents de foc amic entre els grups de soldats alemanys durant la confusió. En general, els alemanys van matar a 23.700 civils belgues i va causar la mort d'un addicional de 62.000 a través de la privació d'aliments i habitatge (sense comptar les morts per la grip espanyola).
En la província de Brabant, les monges van ser despullades per ordre dels alemanys sota el pretext que eren espies. En Aarschot, entre agost i setembre, les dones van ser víctimes en repetides ocasions. Es va generalitzar el saqueig, l'assassinat i la violació.

## La propaganda de guerra

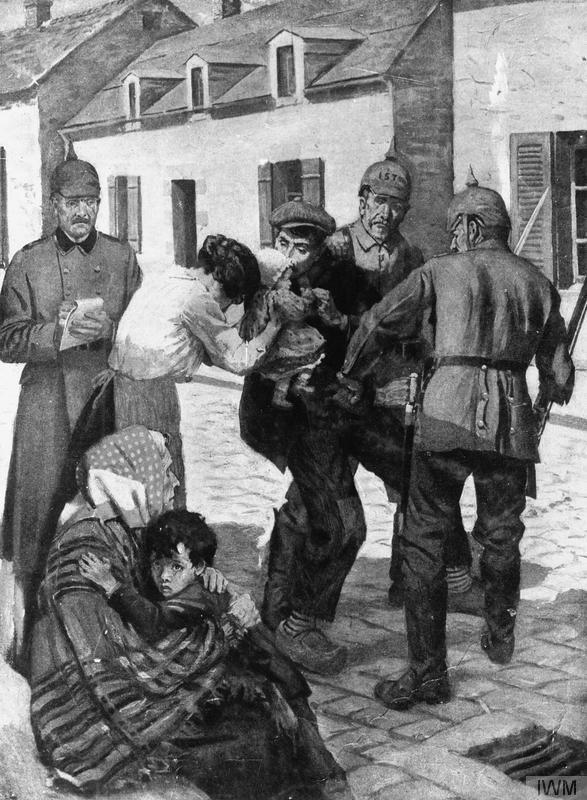
«L'últim crim d'Alemanya: La esclavització dels belgues». Imatge de la Col·lecció d'imatges del Ministeri d'Informació Britànic de la Primera Guerra Mundial

Estant d'acord amb l'anàlisi de la historiadora Susan Kingsley Kent, la historiadora Nicoletta Gullace escriu que: 
En la Gran Bretanya, molts publicistes patriotes van propagar aquestes històries com a reals. Per exemple, el popular escriptor William Le Queux va descriure a l'exèrcit alemany com «una gran banda de Jack l'Esbudellador», i descriu amb detalls gràfics esdeveniments com ara una donzella penjada, nua i mutilada, la baioneta clavada al pit d'un nadó, o el «crits de les dones aterrides, violades i terriblement mutilades pels soldats alemanys», acusant-los de tallar les mans, els peus o els pits de les seves víctimes.
Gullace sosté que: 
En suport de la seva tesi, cita a partir de dues cartes de Lord Bryce. En la primera carta, Bryce escriu:
En una carta posterior, Brice escriu:

Mae Marsh, com una noia belga, i A. C. Gibbons com un soldat alemany, en una imatge dels bons de guerra de les estrelles de Goldwyn, Stake Uncle Sam to Play Your Hand (1918)

Tot i que la infame frase alemanya «tros de paper» (en referència al Tractat de Londres de 1839) va impulsar un ampli sector d'intel·lectuals britànics en suport de la guerra, en els cercles més proletaris aquestes imatges tenien un menor impacte. Per exemple, el polític laborista Ramsay MacDonald, va declarar al respecte que:
Els reclutadors de l'exèrcit britànic van informar de problemes en l'explicació dels orígens de la guerra en termes legals.
A mesura que l'avanç alemany a Bèlgica progressava, els diaris britànics van començar a publicar històries sobre les atrocitats alemanyes. La premsa britànica, tant els periòdics tradicionals com els tabloides, van mostrar menys interès en «l'inventari interminable de propietats robades i requisades» que constituïa la major part dels informes oficials belgues. En canvi, els successos de violacions i estranyes mutilacions van inundar la premsa britànica. El discurs intel·lectual en el «full de paper» es va barrejar llavors amb la imatge gràfica que representava a Bèlgica com una dona agredida, exemplificada pels dibuixos de Louis Raemaekers, obres que van ser àmpliament distribuïdes als Estats Units d'Amèrica.
Part de la premsa, com l'editor de The Times i Edward Tyas Cook, va expressar la seva preocupació de què les històries a l'atzar, algunes de les quals van ser provades com a mentides absolutes, debilitarien la poderosa imatge i va demanar un enfocament més estructurat. La premsa alemanya i americana va posar en dubte la veracitat de moltes històries, i el fet que l'Oficina de Premsa britànica no censurés les històries va posar al govern britànic en una posició delicada. Finalment, va ser nomenat el Comitè de Bryce al desembre de 1914 per a investigar. Es va considerar molt adequat a Bryce per a dirigir l'esforç a causa de les seves actituds anteriors a la guerra a favor dels alemanys i la seva bona reputació en els Estats Units, on havia servit com a ambaixador de Gran Bretanya, així com la seva experiència legal.

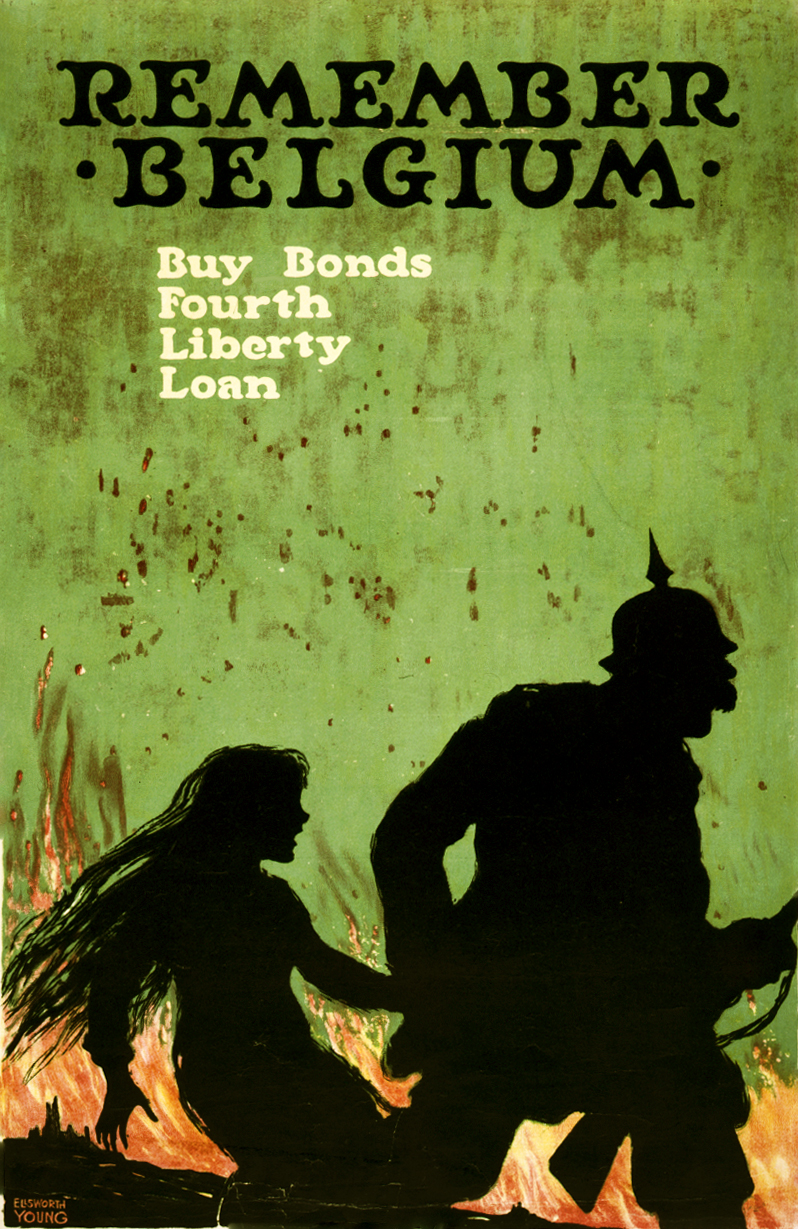
Primera Guerra Mundial, cartell de propaganda dels Estats Units. Durant la Primera Guerra Mundial, les nacions aliades es van basar en la propaganda d'imatges i relats d'atrocitats alemanyes per a motivar als seus ciutadans a participar en l'esforç de guerra. En aquesta escena, un soldat alemany amb el seu espès bigoti del Kaiser i amb un casc pickelhaube arrossega una nena, mentre que les ruïnes de la ciutat es cremen en el fons. (c. 1918)

Els esforços de recerca de la Comissió van ser, però, limitar-se a testimonis recollits prèviament. Gullace sosté que: 
La Comissió va publicar el seu informe al maig de 1915. Charles Masterman, el director de l'Oficina de Propaganda de Guerra britànic, va escriure a Bryce:
Traduït en deu idiomes al juny, l'informe va ser la base per a gran part la propaganda de guerra subsegüent i es va utilitzar com un llibre de referència per a moltes altres publicacions, assegurant que les atrocitats esdevenguessin un tema central de la propaganda de guerra fins al final de la campanya «Pengeu al Kaiser».
Per exemple, en 1917 Arnold J. Toynbee va publicar «The German Terror in Belgium» (El terror alemany en Bèlgica), on va emfatitzar les representacions gràfiques d'«autèntica» depravació sexual alemanya, com ara: 
Gran part de la publicació de la guerra de Gran Bretanya va ser, de fet, destinada a atreure el suport estatunidenc. Un article de 1929 de The Nation va afirmar: 
El quart Liberty bond de 1918 va emprar el cartell «Remember Belgium» (recorda Bèlgica) que representa la silueta d'una noia jove belga arrossegada per un soldat alemany on es veu al fons un poble cremant; la historiadora Kimberly Jensen interpreta aquesta imatge com: 
En el seu llibre Roosevelt and Hitler: Prelude to War, Robert E. Herzstein va declarar que:
Sobre el llegat de la propaganda, Gullace va comentar que:

## Conseqüències

### Anàlisi posterior

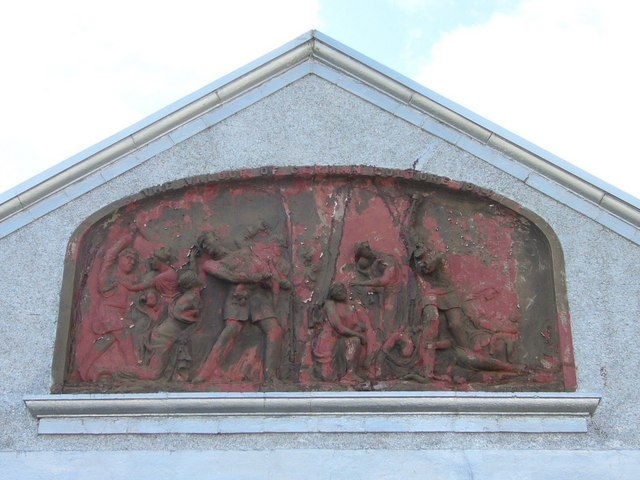
Una relíquia de la Gran Guerra, amagada en un carrer amagat de Bonnington, Edimburg. Representa a dones agredides per soldats

En la dècada de 1920, els crims de guerra del mes d'agost de 1914 sovint van ser descartats com a propaganda britànica. En els últims anys, els estudiosos han examinat els documents originals i es va trobar que es van cometre atrocitats a gran escala, i que les fabricacions van ser incidentals a la veritat. Hi ha un debat entre els que creuen que l'exèrcit alemany va actuar sobretot a través de la paranoia i aquells (incloent Lipkes) que posen l'accent en les causes addicionals.
Adam Hochschild va escriure en «King Leopold's Ghost» (El fantasma del rei Leopold) que la Violació de Bèlgica va tenir l'efecte secundari d'escombrar fora de la vista pública les atrocitats comeses per les forces del rei Leopold de Bèlgica en l'Estat Lliure del Congo. S'havia muntat una campanya internacional en contra dels abusos al Congo Belga entre 1900 i 1908, fins que el govern belga es va fer càrrec de la colònia de Leopold i els va acabar. Amb belgues ara com les víctimes, pocs en el costat dels Aliats desitjaven que apareguessin les atrocitats comeses en la colònia del rei Leopold, on alguns dels crims més fantasiosos al·legats contra els alemanys, com tallar les mans i els peus als nens, en realitat s'havien perpetrat en la colònia.

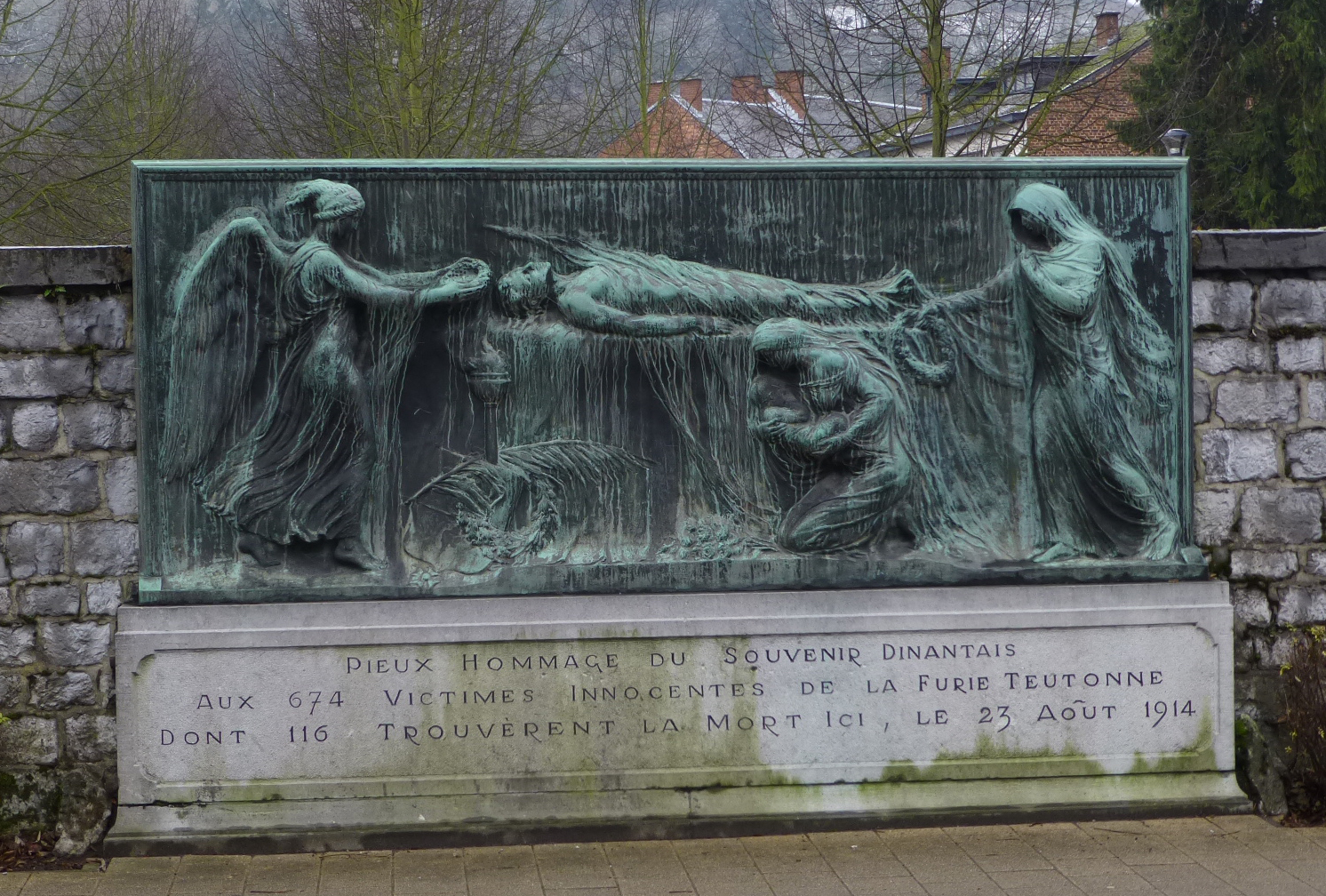
Monument a les 674 víctimes civils de Dinant, 23 d'agost de 1914

Segons Larry Zuckerman, l'ocupació alemanya va superar amb escreix les limitacions de la llei internacional imposada a una potència ocupant. Una administració militar alemanya de mà dura va tractar de regular tots els detalls de la vida quotidiana, tant a nivell personal amb les restriccions de viatges i el càstig col·lectiu, i en el pla econòmic mitjançant l'aprofitament de la indústria belga per l'avantatge alemany i mitjançant el cobrament d'indemnitzacions massives repetitives en les províncies belgues.
Abans de la guerra, Bèlgica era la sisena economia més gran al món, però els alemanys van destruir l'economia belga tan a fons, mitjançant el desmantellament de les indústries i el transport dels equips i maquinària cap a Alemanya, que mai va recuperar el seu nivell anterior a la guerra. Més de 100.000 treballadors belgues van ser deportats per la força cap a Alemanya per a treballar en l'economia de guerra, i al nord de França per construir carreteres i altres instal·lacions militars per l'exèrcit alemany.

### Estudis històrics
Els estudis històrics profunds sobre aquest tema inclouen:
- Horne, John N; Alan, Kramer. German Atrocities, 1914: A History of Denial (en anglés).  Yale University Press, 2001. ISBN 978-0-300-08975-2.[32]
- Lipkes, Jeff. Rehearsals: The German Army in Belgium, agost 1914 (en anglés).  Leuven University Press, 2007. ISBN 978-9058675965.
- Zuckerman, Larry. The Rape of Belgium: The Untold Story of World War I (en anglés).  Nova York: New York University Press, 2004. ISBN 978-0-8147-9704-4.

Horne i Kramer donen moltes explicacions. En primer lloc (però no només), la por col·lectiva a la guerra popular:
El llibre ha estat criticat per la manca de crítica de les fonts i la interpretació errònia de la llei internacional.

### Llegat
Una cerimònia es va dur a terme el 6 de maig de 2001, en Dinant. Walter Kolbow, un alt secretàri del Ministeri de Defensa de la República Federal d'Alemanya, va col·locar una corona de flors i es va inclinar davant un monument a les víctimes amb la inscripció: «Als 674 dinantesos màrtirs, víctimes innocents de la fúria teutona».